# Rust (película)
Rust es una película wéstern estadounidense escrita y dirigida por Joel Souza que estaba en producción en 2021 antes de que se detuviese. Se basa en una historia creada por Souza y Alec Baldwin, quien protagoniza junto a Travis Fimmel, Brady Noon, Frances Fisher y Jensen Ackles.
En octubre de 2021, la producción de la película se detuvo, después de que durante el ensayo de una escena Baldwin disparara un arma de fuego, hiriendo a Souza y a la directora de fotografía Halyna Hutchins, quien murió camino del hospital. Después de una pausa en la producción la película se estrenó en el festival de cine polaco Camerimage el 20 de noviembre de 2024. Su presentación en salas de cine ocurrió el 2 de mayo de 2025 con opiniones encontradas de la crítica.

## Premisa
Harland Rust es un forajido con una recompensa por su cabeza. Cuando su nieto de trece años, Lucas, es declarado culpable de asesinato accidental y condenado a la horca, Rust viaja a Kansas para sacarlo de la prisión. Juntos, los dos fugitivos deben dejar atrás al legendario alguacil estadounidense Wood Helm y al cazarrecompensas Fenton «Preacher» Lang.

## Reparto
- Alec Baldwin como Harland Rust
- Travis Fimmel como Fenton «Preacher» Lang
- Brady Noon como Lucas
- Frances Fisher como la tía abuela de Lucas
- Jensen Ackles como Marshal Wood Helm

## Producción
El 29 de mayo de 2020, se anunció que Alec Baldwin protagonizaría y produciría Rust, un wéstern basado en una historia que creó con Joel Souza, quien escribió el guion y dirigirá. En septiembre de 2021, Travis Fimmel, Brady Noon y Frances Fisher se unieron al elenco. Jensen Ackles fue elegido en octubre de 2021. El rodaje comenzó ese mismo mes en Nuevo México. En octubre de 2022, la familia Hutchins resolvió la demanda. La grabación se reanudará en enero de 2023 en California, con Matthew Hutchins como productor ejecutivo. Muchos miembros del equipo de la película dieron reacciones encontradas ante la noticia, algunos la apoyaron y planearon reanudar su trabajo en ella, mientras que otros condenaron la decisión y decidieron no regresar. El 20 de abril, la producción de la película se reanudó. La película se presentó por primera vez en salas de cine el 2 de mayo de 2025.

## Incidentes

### Muerte de Halyna Hutchins
El 21 de octubre de 2021, en Bonanza Creek Ranch, Baldwin disparó una pistola de utilería (usualmente armas reales registradas como tal) cargada de munición real (en vez de munición de salva), matando accidentalmente a la directora de fotografía Halyna Hutchins e hiriendo al director Joel Souza. Hutchins fue trasladada en helicóptero al Hospital de la Universidad de Nuevo México en Albuquerque, donde fue declarada muerta. Souza fue conducido en ambulancia a otro hospital. No se han presentado cargos y la producción de la película se ha detenido.

### Mordedura de araña
En noviembre de 2021, semanas después del incidente del tiroteo, el operador de la lámpara y aparejador de tuberías Jason Miller fue mordido en el brazo por una araña reclusa parda mientras cerraba el plató. Después de la mordedura, Miller sufrió de necrosis y sepsis. Posteriormente fue hospitalizado y se sometió a múltiples cirugías para combatir la infección causada por la mordedura para evitar la amputación de su brazo, ya que existía la posibilidad de que perdiera todo el control de su brazo. TMZ informó que Miller no necesitaría una amputación.